# Johannes von Marburg
Johannes von Marburg (* im 14. Jahrhundert; † 1391) war Domherr in Halberstadt und Magdeburg.

## Leben

### Herkunft und Familie
Die genealogische Abstammung des Johannes von Marburg ist nicht überliefert. Einige Historiker legen seine Wurzeln in das in Marburg ansässige Ministerialengeschlecht gleichen Namens. Dafür sprechen die guten Beziehungen zum Magdeburger Erzbischof Otto, der aus dem Geschlecht der Landgrafen von Hessen stammte. Andere Forscher legen seine Abstammung in eine Braunschweiger Bürgerfamilie (Ratsherr Dietrich von Marburg von 1325–1341).

### Wirken
Johannes von Marburg absolvierte ein Studium im Kanonischen Recht in Bologna und Padua, wurde Magister und als Protonotar, Offizial und Sekretär des Magdeburger Erzbischofs Otto tätig. Seine Aufnahme in das Domkapitel Magdeburg im Jahre 1357 ist der Einflussnahme des Erzbischofs zu verdanken. In Halberstadt erhielt er noch im selben Jahr ein Domkanonikat. 1373 wurde er Magdeburger Domthesaurar und war in dieser Funktion für die Güter- und Vermögensverwaltung des Domkapitels verantwortlich.
Aufgrund der Bitte des Kaisers erhielt er 1349 die Anwartschaft auf ein Kanonikat in Münster. Ob er hier zum Zuge gekommen ist, ist nicht bekannt.